# 市道104號
市道104號（二重埔－中興橋），西起新北市三重區國道一號三重交流道重陽路口，東至中興橋臺北端，全長4.325公里（公路總局資料）。

## 歷史沿革
1960年代的縣道104號是從國立臺灣大學為起點，沿新生南北路至圓山（今臺北市立美術館附近），與當時台2線（現在的台2甲線）在中山橋共線，後轉北安路至大直、內湖，於成功路長壽橋（現已拆除）二度跨越基隆河至南港鎮，在今南港路與台5線共線一段後，再轉研究院路、南深路至深坑銜接市道106號為止。
臺北市升格直轄市後，原縣道104號大部分路段均解編，僅留下南港深坑路段改編縣道109號；縣道104號亦於1977年短暫納編予光復橋，至1979年才正式編予中興橋至今。

## 行經行政區域
全線均位於新北市境內。
| 三重區 | 三重交流道 | 0.000          | 國道一號 · 市道103號 | 公路起點          |
| 三重區 | 後竹圍     | －             | （地區道路）         |                   |
| 三重區 | 六張       | －             | 北67線               |                   |
| 三重區 | 田心       | －             | 市道108號            |                   |
| 三重區 | 過圳       | 1.450          | 台1線                |                   |
| 三重區 | 簡子畬     | －             | 台1甲線              | 與台1甲線共線起點 |
| 三重區 | 竹圍       | －             | 台1甲線              | 與台1甲線共線終點 |
| 三重區 | 竹圍       | －             | 市道108號            | 市道108號終點     |
| 三重區 | 竹圍       | 4.465 公路終點 |                      |                   |
| 共線   |            |                |                      |                   |

## 沿線路名
- 重陽路（四段～一段）
- 重新路四段（與 台1甲線共線）
- 成功路

## 沿線設施與景點
- 三重交流道（ 國道一號）
- 新北市三重區修德國民小學
- 重新橋（ 台1甲線）